# スターにアイ・ラブ・ユー
『スターにアイ・ラブ・ユー』（原題：StarStruck）は、2010年に公開されたディズニーチャンネルオリジナルムービー。
スターリング・ナイトとダニエル・キャンベル主演。

## キャスト
- スターリング・ナイト：クリストファー・ワイルド[2]、日本語吹替 - 河西健吾
- ダニエル・キャンベル：ジェシカ・オルソン[1]、日本語吹替 - 疋田涼子
- マギー・キャッスル：サラ・オルソン[1]、日本語吹替 - 中島絵美
- ブランドン・マイケル・スミス：アルバート・J・スタッビン（スタピー）[1]、日本語吹替 - 名村幸太朗
- チェルシー・ストウブ：アレクシス・ベンダー[3]、日本語吹替 - 庄司宇芽香
- ダン・オコナー：ディーン・オルソン[1]
- ベス・リトルフォード：バーバラ・オルソン[1]

## スタッフ
- 製作総指揮：ダグラス・スローン

## サウンドトラック
サウンドトラックは北米で2010年2月9日にリリースされた。

### シングルカット
主役であるクリストファー・ワイルドの歌った"StarStruck"は、シングルカットされ、2010年1月15日には、PVが公開された。

### チャート
| Chart (2010)       | Peak position |
| ------------------ | ------------- |
| U.S. Billboard 200 | 98            |
| U.S. en:Kid Albums | 2             |
| U.S. Soundtracks   | 7             |